# Bleiwüste
Bleiwüste ist die von Schriftsetzern umgangssprachlich verwendete kritische Bezeichnung für ein mit Text überfrachtetes und dadurch schwer lesbares Dokument.

## Verwendung
Die Bleiwüste ist durch geringe Zeilenabstände sowie mangelnde Strukturierung durch Auszeichnungen, Hervorhebungen, Absätze, Überschriften und bildliche Darstellungen innerhalb eines Dokuments gekennzeichnet. Ursprünglich bezog sich der Begriff auf den im Druckbereich vorkommenden Bleisatz. Bleiwüste wird weiterhin auch in Verbindung mit neuen Medien verwendet.
Texte mit zu kleinem Schriftgrad werden hingegen als Augenpulver bezeichnet.